# Psoloptera thoracica
Psoloptera thoracica là một loài bướm đêm thuộc phân họ Arctiinae, họ Erebidae.